# Archaeopterygiformes
De Archaeopterygiformes zijn een orde van basale vogels.
In 1888 benoemde de Duitse ornitholoog Max Fürbringer in een standaardwerk dat alle toen bekende vogelsoorten behandelde een orde Archaeopterygiformes. De enige bekende soort uit de orde was de uitgestorven Oervogel Archaeopteryx waarnaar de orde dan ook vernoemd is. Omdat deze soort niet bij andere orden, die veel latere soorten betroffen, in te delen viel, was het bij een gewenste systematische toedeling van alle soorten aan taxa van een gelijke taxonomische rang noodzakelijk voor de ene soort een aparte orde te scheppen.
De term werd weinig gebruikt. In 1985 meende Michael Howgate echter dat het Eichstätter exemplaar van Archaeopteryx een apart geslacht vertegenwoordigde: Jurapteryx. Wegens de toeneming tot twee soorten leek het hem een goed idee ook het begrip Archaeopterygiformes te doen herleven. Latere onderzoekers erkenden Jurapteryx echter niet en hoewel daarna toch weer een tweede geslacht benoemd werd, Wellnhoferia, is voor het geheel het concept Archaeopterygiformes zelden gebruikt. Evenmin is dit ooit als klade exact gedefinieerd.